# فینال جام حذفی فوتبال انگلستان ۲۰۰۴
فینال جام حذفی فوتبال انگلستان ۲۰۰۴، رقابت پایانی جام حذفی فوتبال انگلستان در سال ۲۰۰۴ میلادی است که مابین دو تیم باشگاه فوتبال منچستر یونایتد و باشگاه فوتبال میلوال در ورزشگاه میلنیوم کاردیف برگزار شده‌است.
این مسابقه که در تاریخ ۲۲ مه ۲۰۰۴ انجام شده‌است با نتیجه ۳ بر ۰ به سود تیم باشگاه فوتبال منچستر یونایتد به پایان رسید.